# Luv- und Leegierigkeit

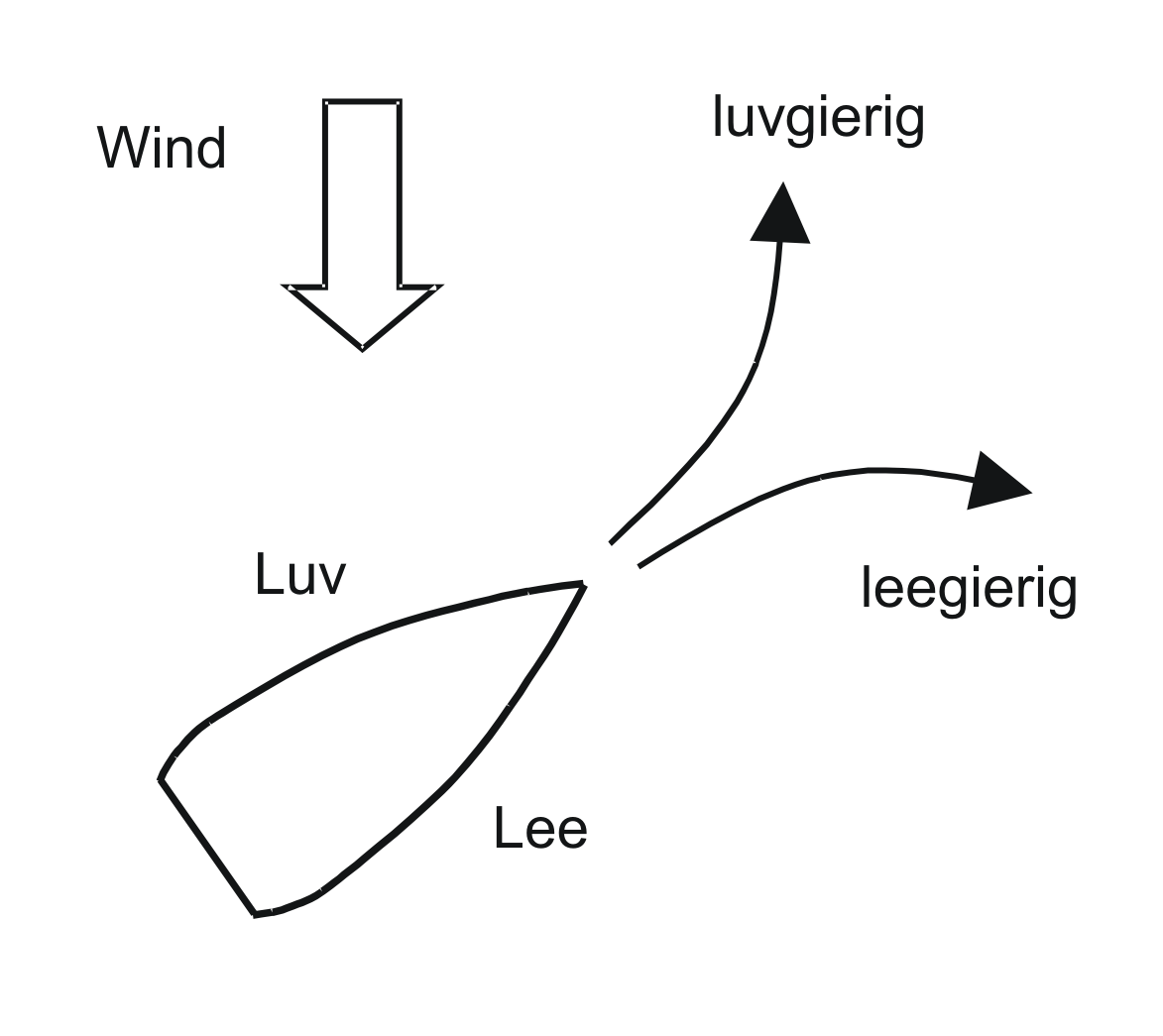
Luv- und Leegierigkeit eines Schiffes

Als Luvgierigkeit bezeichnet man das Bestreben eines Schiffs, insbesondere eines Segelschiffs, bei mittschiffs fest stehendem Ruder nach Luv, also in Richtung des Windes, zu drehen. Das gegenteilige Verhalten, nach Lee zu streben, bezeichnet man als Leegierigkeit.

## Segelboote und Segelyachten

### Kräftespiel von Segeldruckpunkt und Lateraldruckpunkt

Kräftediagramme am Segelboot. Mittleres Boot: Kräfte, die ein Drehmoment nach Luv bewirken, Rechtes Boot: Kräfte, die ein Drehmoment nach Lee bewirken, Linkes Boot: Kombination

Am Segeldruckpunkt (auch Segelschwerpunkt S), in dem man sich die Kräfte des Windes auf das Segel vereinigt denken kann, wirken im Wesentlichen zwei Kräfte auf das Segel bzw. das Boot ein: Der Vortrieb V des Windes zieht nach vorne und der Winddruck erzeugt eine Querkraft Q nach Lee. Am Lateraldruckpunkt (auch Lateralschwerpunkt) unter Wasser wirken zwei entgegengesetzte Kräfte, nämlich der Wasser- oder Formwiderstand Wf, der dem Vortrieb entgegenwirkt, und der Lateralwiderstand Wl, die dem nach Lee gerichteten Druck auf dem Segel entgegenwirkt und damit die Krängung (Schräglage) des Bootes verursacht.
Durch das Kräftepaar Vortrieb vs. Wasserwiderstand (blau, mittlere Darstellung) entsteht ein Drehmoment, das den Bug des Bootes in Richtung des Windes dreht, weil der Segeldruckpunkt durch die Krängung des Bootes in Lee des Lateraldruckpunktes liegt (hellblau).
Durch das Kräftepaar seitlicher Winddruck vs. Lateralwiderstand (rot, rechte Darstellung) entsteht ein Drehmoment, das das Boot nach Lee dreht, da der Segeldruckpunkt so gewählt wird, dass er bei korrekter Trimmung vor dem Lateraldruckpunkt liegt (orange). Beide Drehmomente sind bei einem gut getrimmten Boot ungefähr im Gleichgewicht. Das verbleibende Drehmoment kann mit leichtem Ruderlegen korrigiert werden.

### Korrektur von Luvgierigkeit und Leegierigkeit
Die Luvgierigkeit nimmt zu, wenn der Segeldruckpunkt zu weit hinten oder zu weit außen liegt, d. h. wenn das Boot zu stark krängt. Zusätzliche Krängung erhöht die Luvgierigkeit, weil der Hebelarm für den Vortrieb Hv länger wird. Die Leegierigkeit nimmt zu, wenn der Segeldruckpunkt zu weit nach vorn wandert, weil dann der Hebelarm für die Querkraft Hq größer wird. Bei Luvgierigkeit helfen die folgenden Maßnahmen, das Gleichgewicht wiederherzustellen: 
- Verlagerung des Segeldruckpunktes nach vorn durch Reffen des Großsegels oder Ausreffen des Vorsegels,
- Verlagerung des Lateraldruckpunktes nach achtern durch Verschiebung des Crewgewichtes,
- Verringerung der Krängung durch Reffen und durch Gewichtsverlagerung der Mannschaft nach Luv. Kurzzeitig kann die Krängung auch durch die Reduzierung der Windkräfte am Großsegel verringert werden. Dazu werden Großschot oder Traveller gefiert (siehe auch Segeltrimm).

Eine leichte Luvgierigkeit ist häufig erwünscht, um die Steuerung des Bootes zu vereinfachen. Außerdem ist es für die Sicherheit von Vorteil, wenn beispielsweise bei einem Bruch der Pinne das steuerlose Boot selbständig in den Wind schießt, das heißt nach Luv abdreht und damit zum Stillstand kommt. Ein häufiger Fall ist auch, dass das Boot (etwa wegen einer Bö) so stark krängt, dass am Ruder ein Strömungsabriss entsteht und durch die entstehende starke Luvgierigkeit das Boot unkontrolliert „in die Sonne schießt“. Leegierigkeit ist fast immer unerwünscht.

## Segelsurfbretter
Ein Windsurfer benutzt die Luv- bzw. Leegierigkeit, um sein Surfbrett zu steuern: Durch Kippen des Mastes quer zur Windrichtung ändert er die Lage des Segeldruckpunktes und ruft so, je nach gewünschter Fahrtrichtungsänderung, Luv- bzw. Leegierigkeit hervor.